# Pseudosparianthis accentuata
Pseudosparianthis accentuata là một loài nhện trong họ Sparassidae.
Loài này thuộc chi Pseudosparianthis. Pseudosparianthis accentuata được Lodovico di Caporiacco miêu tả năm 1955.